# Dmitrij Kiseljov

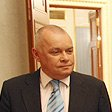
Dimitrij Kiseljov 2008.

Dmitrij Konstantinovitj Kiseljov (ryska: Дми́трий Константи́нович Киселёв), född 26 april 1954 i Moskva, är en rysk journalist och chef för nyhetsbyrån Rossija Segodnja. Han är Putin-vänlig och har bland annat gjort sig känd för hätska utfall mot Sverige och svenska barnprogram. Dimitrij har läst norska vid universitetet i Leningrad, ett språk han talar flytande.
Kiseljov är känd för sina konservativa åsikter, är en av de ryssar som finns med på EU:s sanktionslista i samband med Krimkrisen 2014. Både Finland och Italien hade tidigare motsatt sig att Kiseljov skulle finnas med bland de svartlistade personerna.
Kiseljov har medverkat i tv-showen Historisk process (Исторический процесс beskrivs i ryskspråkiga Wikipedia) som 2011–2012 sändes i den statliga kanalen Rossija 1. Programmet har formen av en domstol, som tar upp historiska frågor till bedömning. Ena parten argumenterar för en västlig, liberal tolkning, medan den andra (som Kiseljov har spelat) argumenterar för den motsatta auktoritära hållningen. Publiken får sedan telefonrösta på sin favorit, varvid den auktoritära sidan tenderar att vinna (redovisningen av omröstningen kan förstås vara riggad). Programmet har sin direkta förebild i TV-showen Tidens dom (Суд времени), en skapelse av Sergej Kurginjan, som 2010–2011 sändes i ryska Kanal 5.